# Vic Seixas
Elias Victor «Vic» Seixas, Jr. (Filadelfia, Pensilvania, 30 de agosto de 1923-5 de julio de 2024) fue un tenista estadounidense que se destacó en los años 1950 cuando fue campeón de individuales del torneo de Wimbledon y del US National Singles Championships.

## Torneos de Grand Slam

### Campeón Individuales (2)
| Año  | Torneo                            | Oponente en la final | Resultado       |
| 1953 | Wimbledon                         | Kurt Nielsen         | 9-7 6-3 6-4     |
| 1954 | US National Singles Championships | Rex Hartwig          | 3-6 6-2 6-4 6-4 |

### Finalista Individuales (3)
| Año  | Torneo                            | Oponente en la final | Resultado       |
| 1951 | US National Singles Championships | Frank Sedgman        | 4-6 1-6 1-6     |
| 1953 | Campeonato Francés                | Ken Rosewall         | 3-6 4-6 6-1 2-6 |
| 1953 | US National Singles Championships | Tony Trabert         | 3-6 2-6 3-6     |

### Campeón Dobles (5)
| Año  | Torneo                            | Pareja       | Oponentes en la final             | Resultado             |
| 1952 | US National Doubles Championships | Mervyn Rose  | Ken McGregor Frank Sedgman        | 3-6 10-8 10-8 6-8 8-6 |
| 1954 | Campeonato Francés                | Tony Trabert | Lew Hoad Ken Rosewall             | 6-4 6-2 6-1           |
| 1954 | US National Doubles Championships | Tony Trabert | Lew Hoad Ken Rosewall             | 3-6 6-4 8-6 6-3       |
| 1955 | Campeonato Australiano            | Tony Trabert | Lew Hoad Ken Rosewall             | 6-3 6-2 2-6 3-6 6-1   |
| 1955 | Campeonato Francés                | Tony Trabert | Nicola Pietrangeli Orlando Sirola | 6-1 4-6 6-2 6-4       |

### Finalista Dobles (3)
| Año  | Torneo                            | Pareja         | Oponentes en la final      | Resultado       |
| 1952 | Wimbledon                         | Eric Sturgess  | Ken McGregor Frank Sedgman | 3-6 5-7 4-6     |
| 1954 | Wimbledon                         | Tony Trabert   | Rex Hartwig Mervyn Rose    | 4-6 4-6 6-3 4-6 |
| 1956 | US National Doubles Championships | Ham Richardson | Lew Hoad Ken Rosewall      | 2-6 2-6 6-3 4-6 |